# Giedlarowa (gmina)
Giedlarowa – dawna gmina wiejska istniejąca w latach 1934–1954 i 1973–1976 w woj. lwowskim i rzeszowskim (dzisiejsze woj. podkarpackie). Siedzibą władz gminy była Giedlarowa.
Gmina zbiorowa Giedlarowa została utworzona 1 sierpnia 1934 roku w powiecie łańcuckim w woj. lwowskim z dotychczasowych jednostkowych gmin wiejskich: Biedaczów, Brzóza Królewska, Giedlarowa, Gillershof, Gwizdów i Wierzawice.
Po wojnie gmina znalazła się w powiecie łańcuckim w nowo utworzonym woj. rzeszowskim. Według stanu z dnia 1 lipca 1952 roku gmina składała się z 5 gromad: Biedaczów, Brzóza Królewska, Giedlarowa, Gwizdów i Wierzawice. Gmina została zniesiona 29 września 1954 roku wraz z reformą wprowadzającą gromady w miejsce gmin.
Gmina została reaktywowana w dniu 1 stycznia 1973 roku w powiecie leżajskim w woj. rzeszowskim. Gmina została reaktywowana w dniu 1 stycznia 1973 roku w powiecie łańcuckim w woj. rzeszowskim. W jej skład weszły sołectwa: Giedlarowa i Gwizdów (obejmujące wsie Gwizdów i Biedaczów).
1 czerwca 1975 roku gmina znalazła się w nowo utworzonym (mniejszym) woj. rzeszowskim.
2 lipca 1976 roku gmina została zniesiona przez połączenie jej terenów z gminą Leżajsk w nową gminę Leżajsk.